# Raúl Ferro
Raúl Freddy Ferro Olivera (Montevideo, Uruguay, 13 de enero de 1983), más conocido como Tito Ferro, es un exfutbolista uruguayo que jugaba como centrocampista, se retiró en Fénix de la Primera División de Uruguay. Anteriormente vistió las camisetas de Atlético de Rafaela de Argentina, Querétaro y Dorados, ambos de México, y de Nacional y Danubio de Uruguay.

## Clubes
| Club                        | País      | Año         |
| --------------------------- | --------- | ----------- |
| Danubio                     | Uruguay   | 2006 - 2009 |
| Nacional                    | Uruguay   | 2009 - 2011 |
| Querétaro                   | México    | 2011        |
| Tiburones Rojos (cedido)    | México    | 2011        |
| Querétaro                   | México    | 2011        |
| Dorados de Sinaloa (cedido) | México    | 2012        |
| Querétaro (cedido)          | México    | 2012        |
| Atlético de Rafaela         | Argentina | 2012 - 2013 |
| Liverpool                   | Uruguay   | 2013 - 2014 |
| Fénix                       | Uruguay   | 2014 - 2020 |

## Palmarés
| Título              | Club     | País    | Año  |
| ------------------- | -------- | ------- | ---- |
| Torneo Apertura     | Nacional | Uruguay | 2010 |
| Campeonato Uruguayo | Nacional | Uruguay | 2011 |